# Шон Уайт
Шон Уайт (на английски: Shaun Roger White – Шон Роджър Уайт) е професионален американски сноубордист, трикратен олимпийски шампион в дисциплината сноуборд халф-пайп от Зимни олимпийски игри: Торино 2006, Ванкувър 2010 и ПьонгЧанг 2018. Златният му медал в ПьонгЧанг е 100-тна олимпийска титла от зимни игри за САЩ. Известен е с прякора си „Летящият домат“ (на английски: The Flying Tomato; на италиански: Il Pomodoro Volante) поради дългата си рижа коса и височината, която достига при изпълнение на елементите от програмата.
Шон се ражда със сърдечен дефект, известен като Тетрада Фало, поради което се налагат две операции преди да навърши 5 години. Започва да се занимава със скейтбординг и сноубординг на 6-годишна възраст. Работи с Тони Хоук, става професионалист на 16 години.
Прекаратява кариерата си след зимните олимпийски игри в Пекин през 2022 година където завършва на четвърто място.

## Личен живот
От 2013 до 2019 година е във връзка със Сара Бартел от елетроник рок групата Phantogram. През 2019 година започва връзка с актрисата Нина Добрев.